# تل نقاره (ماهورمیلاتی)
تل نقاره روستایی قشقایی نشین از توابع بخش ماهورمیلانی شهرستان ممسنی در استان فارس ایران است.

## جمعیت
این روستا در دهستان میشان قرار دارد و براساس سرشماری مرکز آمار ایران در سال ۱۳۸۵، جمعیت آن ۷۱ نفر (۱۵خانوار) بوده‌است.